# Сасык-Булак (Таласская область)
Сасык-Булак (кирг. Сасык-Булак) — село в Таласском районе Таласской области Кыргызстана. Административный центр Бекмолдоевского аильного округа. Код СОАТЕ — 41707 232 825 01 0.

## Население
По данным переписи 2009 года, в селе проживало 2094 человека.